# Pinkly Smooth
Pinkly Smooth — американская группа, играющая музыку в стиле авангардного металла и образованная The Rev — барабанщиком группы «Avenged Sevenfold».
Группа сформировалась летом 2001 года в Калифорнийском городе Huntington Beach в составе: The Rev — вокалист (под псевдонимом Rathead), гитарист Synyster Gates (позже гитарист «Avenged Sevenfold») и экс-участниками группы «Ballistico»: басист Buck Silverspur (под псевдонимом El Diablo) и барабанщик D-Rock (под псевдонимом Super Loop).
После этого, группа выпустила только один альбом «Unfortunate Snort» под лейблом «Bucktan Records», который звучал больше в стиле панк, ска и авангардный метал. Бывший басист группы "Avenged Sevenfold Justin Meacham также участвовал в записи альбома, играя на фортепиано и синтезаторе, но потом покинул группу.
28 декабря 2009 года Джеймс Салливан был найдем мёртвым в своём собственном доме. Полиция отрицает версию убийства. Вызов поступил от пожарных, которые, по неизвестной причине, попали в дом Салливана около часа дня. Был похоронен 6 января 2010 года. По результатам токсикологической экспертизы, Джимми умер от острой интоксикации, вызванной комбинированным воздействием оксикодона, оксиморфона, диазепама и этилового спирта. Так же в отчёте вспоминается о проблемах с сердцем, которые повлияли на его смерть.

## Участники группы
- Синистер Гейтс — гитара (2001—2002)
- Бак Сильверспур (El Diablo) — бас-гитара (2001—2002)
- Дерек Эглит (Super Loop) — барабаны (2001—2002)
- Джастин Мэкхэм — фортепиано, синтезатор, бас-гитара (2001)
- The Rev (Rathead) † — вокал, фортепиано (2001—2002)

## Дискография
- Unfortunate Snort (2001)